# 黒添池
黒添池（くろんどいけ）は、奈良県生駒市高山町にあるため池。くろんど池とも表記される。

## 概要
面積約16,000平方メートル、定水量約120,000立方メートルのため池で、受益面積は70ヘクタール余。
黒添池とその周辺はレジャーやハイキングの適地とされ、キャンプ場や貸しボートなどが揃う。周辺は金剛生駒紀泉国定公園に属しており、大阪府民の森くろんど園地（大阪府交野市）が隣接する。また、黒添池は生駒八景の1つに選ばれている。
池の名称については、古語で山に沿った地を「クロ」ということから、クロに沿った谷の池の意と考えられる。他に、蔵人頭の田畑の灌漑のため施工されたことに由来するとの説もある。
古くは黒構池とも呼ばれ（『大和志』）、黒蔵池と称されたともされる（『北倭村風俗誌』）。

## 沿革
『北倭村風俗誌』（1915年〈大正4年〉調査）によると、江戸時代の1624年（寛永元年）に開削が始まり、翌年竣工。その後、1732年（享保17年）、1738年（元文3年）、1768年（明和5年）に修理拡張が行われた。
1950年（昭和25年）から1964年（昭和39年）にかけて隣接地に高山溜池が築造され、黒添池は非常渇水時のための予備的な池となった。
太平洋戦争後しばらくして京阪電鉄がハイキングコースを設定し、木杭の道標を設置。1954年（昭和29年）には黒添池関係者により観光協会が設立された。その後ハイキングに訪れる人が増加していき、それにつれて施設や設備が整備されていった。

## アクセス

### 自家用車
- 国道163号高山大橋交差点より北に10分[15]。
- 京奈和自動車道田辺西インターチェンジ、または第二京阪道路枚方東インターチェンジよりそれぞれ30分[15]。

### 公共交通機関
- 近鉄奈良線富雄駅または近鉄けいはんな線学研北生駒駅より、奈良交通バス傍示行きに乗車[15]。獅子ヶ丘団地口で下車し、徒歩15分[15][16]。